# Zingiber puberulum
Zingiber puberulum là một loài thực vật có hoa trong họ Gừng. Loài này được Henry Nicholas Ridley miêu tả khoa học đầu tiên năm 1899.

## Mẫu định danh
Mẫu định danh như sau:
- Z. puberulum var. puberulum: Ridley H.N. s.n.; thu thập tháng 6 năm 1894, tọa độ 1°20′0″B 103°47′0″Đ / 1,33333°B 103,78333°Đ, Bukit Timah, Singapore. Mẫu lectotype lưu giữ tại Vườn Thực vật Hoàng gia tại Kew (K), mẫu isolectotype lưu giữ tại Vườn Thực vật Singapore (SING).
- Z. puberulum var. borneense: Smith R.M. C8005 - barcode: E00079375; cây trồng tại Vườn Thực vật Hoàng gia tại Edinburgh, nguyên thu thập tháng 10 năm 1969, tọa độ 2°0′0″B 114°10′0″Đ / 2°B 114,16667°Đ, dãy núi Hose, bang Sarawak, Borneo, Malaysia. Mẫu holotype lưu giữ tại Vườn Thực vật Hoàng gia tại Edinburgh (E).
- Z. puberulum var. chryseum: Ridley H.N. 13330; thu thập tháng 4 năm 1918, tọa độ 1°23′6″B 103°45′9″Đ / 1,385°B 103,7525°Đ, Stagmont, Singapore. Mẫu holotype lưu giữ tại SING.

Mẫu Ridley H.N. s.n. thu thập tháng 8 năm 1891 với lectotype lưu giữ tại SING là lectotype của Z. puberulum var. ovoideum, hiện nay được coi là Z. fraseri var. major.

## Phân loại
Loài này bao gồm 3 thứ như sau:
- Z. puberulum var. puberulum:[6][7] Nguyên chủng. Có tại Thái Lan bán đảo, Malaysia bán đảo, Singapore.
- Z. puberulum var. borneense R.M.Sm., 1989[8][9]: Có tại Malaysia phần thuộc đảo Borneo, Singapore.
- Z. puberulum var. chryseum (Ridl.) Holttum, 1950[10][11] (đồng nghĩa: Zingiber chryseum Ridl., 1908[12]): Có tại Malaysia bán đảo (Johor) và Singapore.

Ridley (1899) cho rằng Z. puberulum có quan hệ họ hàng gần với Z. gracile và Z. griffithii, hai loài thuộc tổ Zingiber.

## Phân bố
Loài này có tại Malaysia (bao gồm cả phần bán đảo và phần trên đảo Borneo), Singapore và Thái Lan bán đảo. Môi trường sống là rừng, ở cao độ tới 800 m.

## Mô tả

### Z. puberulumvar.puberulum
Thân cao 1,8-2,4(-3) m, hơi dẹp, dày khoảng 1,3 cm, với nhiều lá. Lá thuôn dài-hình elip, đỉnh nhọn thon, đáy hình nêm, dài 25–40 cm, rộng 5-8,5 cm, mép có lông, mặt trên màu từ xanh lục xám tới xanh lục sẫm, nhẵn nhụi trừ gần đáy có lông, mặt dưới nhạt hơn, có lông mềm màu ánh nâu tới nâu ánh vàng, dài 1 mm hoặc hơn, đặc biệt về phía đáy gân giữa; cuống lá từ không có tới rất ngắn và mập, dài 6 mm, rộng, rậm lông len màu nâu; lưỡi bẹ hình trứng, 2 thùy hoặc không, thùy tù, dài 3–10 mm, rậm lông len màu nâu tới vàng che phủ; bẹ lá rậm lông nhiều hay ít, thường màu ánh vàng. Cuống cụm hoa dài 7,5-15(-30) cm, dày 1,9 cm, có lông; bẹ dài 4–7 cm có lông tơ che phủ tới đáy cành hoa. Cành hoa bông thóc nhiều, hình thoi, nhọn, dài 7,5-15(-20) cm, rộng 3–4 cm tại đáy, thon dần lên trên trừ khi già. Lá bắc xếp lợp, hình trứng tới hình trứng ngược hẹp, đỉnh tù hoặc thuôn tròn rộng, có lông tơ, mép khô xác với lông màu nâu, màu hồng tươi, kết cấu chắc chắn (gần như da khi khô). Các lá bắc phía dưới dài 4–6 cm, rộng 2–3 cm; các lá bắc phía trên nhỏ hơn. Lá bắc trong (lá bắc con) hình mác, nhọn, màu trắng nửa trong suốt, dài 1,2-1,5 cm, rộng 2,5 cm, rất mỏng. Đài hoa dạng mo, dài 2,5 cm, khe chẻ ngắn, đỉnh cắt cụt, màu trắng. Ống tràng dài 5 cm, thò ra ngoài lá bắc khoảng 3 mm, màu trắng; các thùy mỏng, màu từ vàng kem tới trắng kem (đôi khi ánh hồng?), hình mác, nhọn, dài 2,5-3,3 cm; thùy tràng lưng rộng 6-6,5 mm; các thùy tràng bên hẹp hơn và hợp sinh trong khoảng 1/4 chiều dài của chúng và hợp sinh với cánh môi. Cánh môi ngắn hơn cánh hoa, 3 thùy, màu trắng kem tới ánh vàng với các điểm màu vàng (hiếm hơn là điểm màu vàng hoàng yến tươi); các thùy bên thuôn dài thuôn tròn, dài tới nửa chiều dài cánh môi, đầu rời hình tam giác tù ngắn, khi ép dẹt tỏa rộng hơn thùy giữa (tổng bề rộng ~2,5 cm); thùy giữa dài hơn, thuôn dài tù tới hình tam giác với đỉnh thuôn tròn, 1,8 × 1,4 cm, không chẻ. Bao phấn thuôn dài hẹp, dài 1,3 cm, màu từ đỏ ánh nâu tới ánh vàng, với đường màu đỏ thắm ở mỗi bên; phấn hoa màu trắng kem; mỏ dài 1,3 cm, màu vàng. Đầu nhụy hẹp theo chiều ngang, gờ thuôn tròn với các nhú khá dài. Bầu nhụy có lông. Nhụy lép dài 6 mm, màu vàng, tù. Quả dài 2-2,5 cm, màu trắng, nứt khi còn bao bọc trong màng nhầy. Hạt dài 7 mm, màu đen, áo hạt màu trắng che phủ 3/4 chiều dài hạt.

### Z. puberulumvar.chryseum
Thân có búi, cao ~1,8 m, mập. Lá thuôn dài hình mác, đỉnh hình đuôi, đáy thuôn tròn rộng, mặt trên màu xanh lục sẫm, mặt dưới nhạt hơn, nhẵn nhụi, không cuống, dài 45 cm, rộng 9,5–10 cm; lưỡi bẹ rất ngắn, thuôn tròn, nguyên. Cuống cụm hoa dài 18 cm, có bẹ che phủ lỏng lẻo, màu vàng chanh tươi. Cành hoa bông thóc hình trụ nhọn thon, dài 18 cm. Lá bắc rộng 1,3-1,9 cm, thuôn tròn, nhẵn nhụi, màu vàng tươi. Lá bắc trong thuôn dài, nhọn, dài 5 cm. Đài hoa dạng mo, nguyên, miệng hình elip lệch, dài 2,5 cm. Ống tràng dài 5 cm, các thùy hình mác nhọn thon, dài trên 2,5 cm, màu trắng kem. Cánh môi 3 thùy; các thùy bên thẳng đứng, thuôn tròn; thùy giữa thuôn dài, tù, nguyên, cùng màu với cánh hoa, dài ~2,5 cm. Bao phấn dài 2,5 cm, phần phụ dài và cong.